# 英国共和主义
英国共和主义是英國國內的一種思潮和政治运动，該運動的支持者主張以共和制取代英国君主。该运动的支持者被人稱為共和主义者。

## 歷史
自中世纪以来，英國基本上都在實行君主制，英國只有在17世纪中叶英國內戰爆發後曾短暫實行共和制（英格兰共和国）。斯图亚特王朝复辟後英國再度實行君主制。不過此後一直有人主張废除君主制并實行共和制。 
1789年法国大革命爆发後至1795年期間，英國知識分子中的共和主義者和保皇黨爆發了小冊子戰爭，當時支持共和主義的人物有玛丽·沃斯通克拉夫特、威廉·戈德以及托马斯·潘恩。 
1848年，英國议会通过了1848叛国重罪法案。根據该法案，誰要是鼓吹共和主义那他將被流放至澳大利亚，后来刑罰又調整為无期徒刑。雖然該法條未被廢除，但是根據2003年的一个判例，當時一位常任上訴法官表示，任何主张和平废除君主制并支持共和制的人都不会被起訴，因为根據1998年人权法案，該法條已不再有處罰效力。
1936年愛德華八世退位後，国会议员詹姆斯·麦克斯顿提出一項要在英国建立共和国的法案。麦克斯顿表示，虽然英國曾因君主制受益，但现在君主制已经“失去了用处”。結果该法案以403票反對、5票支持被否决。  
1991年，工党议员托尼·本恩提出了英联邦法案，他主張在英国實行共和制，並且以总统取代英國國王。  不過該法案從未通過二讀。 
21世纪初，根據益普索莫里公司的民意调查，當時大约70% 的英國人支持君主制，但在2005年查尔斯王子與卡米拉·帕克·鲍尔斯结婚时，支持君主制的人数有所下降，65%的人支持君主制，22%的人表示支持共和制。 2009年，英国广播公司委托ICM研究中心进行的一项民意调查顯示，76%的受访者希望英國女王伊麗莎白二世去世後英國繼續施行君主制，而18%的人表示他们希望英国實行共和制，6% 人表示他们無所謂。 
2011年2月，YouGov的一项民意调查显示，如果查尔斯王子成为英國国王，13%的人支持英國終結君主制。 然而在威廉王子与凯特·米德尔顿的婚礼前夕不久的一项ICM研究中心民意调查显示，26%的人认为英国如果没有君主制会更好，只有37%的人对婚礼感兴趣和兴奋。 2011年4 月，益普索莫里公司对1,000名英国成年人發起民意調查，75%的受訪者希望英国繼續保持君主制，18%的人支持英国實行共和制。 在伊利沙伯二世登基鑽禧紀念前夕，益普索莫里公司对1,006名英国成年人發起民意調查，其中80%的人支持君主制，13%的人支持共和制。 
2021年5月，YouGov發起的一项民意调查显示，18歲以上的受訪民眾中支持君主制的比例下降至 61%，反对的比例提升至24%，31%–41%的18-24岁受訪民眾支持共和制。 25-49岁的受訪人群支持君主制的比例大幅下降，65岁以上人群的支持率略有下降。
2022年5月，在伊利沙伯二世登基白金禧紀念前夕，根據另一项YouGov 的民意调查显示，18-24岁人群中只有31%的人支持君主制，而所有受訪者中这一比例为66%。伊利沙伯二世去世後，67%的受訪者支持君主制。
查爾斯三世登基後，有共和主義者發起白纸抗议。